# طائرات تايغر
طائرات تايغر (بالإنجليزية: Tiger Aircraft)‏ هي شركة أمريكية سابقة لصناعة الطائرات، كانت تعمل من عام 1999 إلي عام 2006، . تأسست في 1999. يقع مقرها في مارتنزبيرغ بولاية فيرجينيا الغربية، الولايات المتحدة.